# Satoshi Tsumabuki
Satoshi Tsumabuki (妻夫木聡, Tsumabuki Satoshi), né le 13 décembre 1980 à Yanagawa (préfecture de Fukuoka), est un acteur japonais.

## Filmographie partielle
- 1998 : Nazo no tenkousei : Koichi Iwata
- 1999 : GTO
- 2001 : Tomie: Re-birth : Takumi Aoyama
- 2001 : Waterboys : Suzuki
- 2002 : Jam Films : (segment "Justice")
- 2003 : Sayonara, Kuro : Ryosuke Kimura
- 2003 : Doragon heddo : Teru Aoki
- 2003 : Joze to tora to sakana tachi : Tsuneo
- 2004 : Kyô no dekigoto : Nakazawa
- 2004 : 69 : Ken'ichi Yazaki
- 2004 : Yaku san-jû no uso : Sasaki
- 2004 : Orange Days : Yuuki Kai
- 2005 : Lorelei, la sorcière du Pacifique : Yukito Origasa
- 2005 : Mayonaka no Yaji-san Kita-san : le fantôme Yaijrobei
- 2005 : Haru no yuki : Kiyoaki Matsugae
- 2005 : Yawarakai seikatsu : Noboru
- 2006 : Fast and Furious: Tokyo Drift (The Fast and the Furious: Tokyo Drift) : gars extrêmement élégant
- 2006 : Nada Sōsō (en) : Yotaro Aragaki
- 2007 : Dororo : Hyakkimaru
- 2007 : Kayôkyoku dayo jinsei wa
- 2007 : Tsukigami : Bessho Hikoshiro
- 2007 : Quiet room ni yôkoso : Komono
- 2008 : Tokyo! : Takeshi (segment "Interior Design")
- 2008 : The Magic Hour (ザ・マジックアワー, Za majikku awā?) de Kōki Mitani : Bingo
- 2008 : Yami no kodomotachi : Hiroaki Yoda
- 2008 : Pako to mahô no ehon : Muromachi
- 2008 : Buta ga ita kyôshitsu : M.. Hoshi
- 2009 : Pandémie (感染列島, Kansen rettō?) de Takahisa Zeze : Tsuyoshi Matsuoka
- 2009 : Villon's Wife de Kichitarō Negishi
- 2009 : Boat
- 2010 : Villain (悪人, Akunin?) de Lee Sang-il : Yūichi Shimizu
- 2013 : Tokyo Kazoku de Yōji Yamada
- 2014 : Judge! : Kiichiro Ota
- 2014 : La Maison au toit rouge (Chiisai ouchi) : Takeshi
- 2015 : The Assassin (聶隱娘, Nie yinniang) de Hou Hsiao-hsien
- 2016 : Museum (ミュージアム, Myūjiamu?) de Keishi Ōtomo : l’homme-grenouille
- 2016 : Rage (怒り, Ikari?) de Lee Sang-il
- 2017 : Gukoroku : Traces of Sin : Tanaka
- 2017 : What a Wonderful Family! 2 : Shota Hirata
- 2017 : A Boy Who Wished to be Okuda Tamio And A Girl Who Drove All Men Crazy : Yuji Koroki
- 2018 : What a Wonderful Family! 3 : Shota Hirata
- 2018 : The Miracle of Crybaby Shottan : Wataru Fuyuno
- 2018 : It comes : Hideki Tahara
- 2019 : The 47 Ronin in Debt : Hannojo Sugaya
- 2020 : La Famille Asada (浅田家!, Asada-ke!?) de Ryōta Nakano (ja) : Yukihiro Asada
- 2020 : The Housewife (Red) de Yukiko Mishima : Akihiko Kurata
- 2022 : A Man (ある男, Aru otoko?) de Kei Ishikawa : Akira Kido

## Distinctions

### Récompenses
- Japan Academy Prize 2023 : prix du meilleur acteur pour A Man[1]